# Калезић
Калезић је српско презиме црногорског порекла. Може се односити на:
- Зоран Калезић (1950–2023), црногорски певач
- Милош Калезић (рођен 1993), црногорски фудбалер
- Славко Калезић (рођен 1985), црногорски певач и текстописац